# Sächsische Staatsregierung
Die Sächsische Staatsregierung (in der Verfassung des Freistaates Sachsen lediglich als Staatsregierung bezeichnet) ist die Landesregierung des Freistaats Sachsen. Sie wird von einem Ministerpräsidenten geführt, der vom Sächsischen Landtag geheim gewählt wird. Sitz der Regierung ist die Sächsische Staatskanzlei im Dresdner Regierungsviertel in der Inneren Neustadt.
Die CDU ist in Sachsen seit der deutschen Wiedervereinigung die stärkste Partei und stellt seitdem den Ministerpräsidenten. Kurt Biedenkopf regierte von 1990 bis April 2002 in einer CDU-Alleinregierung. Auf ihn folgte Georg Milbradt, der nach der Wahl 2004 eine schwarz-rote Koalition mit der SPD einging. Nach Milbradts Rücktritt im Mai 2008 übernahm Stanislaw Tillich das Amt des Ministerpräsidenten und setzte die CDU-SPD-Koalition bis zur Landtagswahl 2009 fort. In den folgenden fünf Jahren regierte Tillich in einer schwarz-gelben Koalition zusammen mit der FDP, bis diese bei der darauffolgenden Landtagswahl im Sommer 2014 an der Fünf-Prozent-Hürde scheiterte und Tillich wieder eine CDU-SPD-Koalition einging. Im Dezember 2017 legte Tillich aufgrund des niedrigen Wahlergebnisses der CDU zur Bundestagswahl 2017 sein Amt nieder und Michael Kretschmer wurde zum neuen Ministerpräsidenten gewählt. Bei der Landtagswahl 2019 mussten beide Koalitionsparteien deutliche Verluste hinnehmen. Nach langwierigen Koalitionsverhandlungen konnte durch Eintritt von Bündnis 90/Die Grünen in die Regierung eine sogenannte Kenia-Koalition gebildet werden. Mehr als 3½ Monate nach der Landtagswahl wurde Michael Kretschmer erneut zum Ministerpräsidenten gewählt. Seit Dezember 2024 regiert Kretschmer mit einer schwarz-roten Minderheitsregierung.

## Wahlen seit 1990
| \| Tage bis zur Wahl des Ministerpräsidenten nur nach Landtagswahlen \| Tage bis zur Wahl des Ministerpräsidenten nur nach Landtagswahlen \| Tage bis zur Wahl des Ministerpräsidenten nur nach Landtagswahlen \| Tage bis zur Wahl des Ministerpräsidenten nur nach Landtagswahlen \| Tage bis zur Wahl des Ministerpräsidenten nur nach Landtagswahlen \| \| --------------------------------------------------------------------------------------------------------------------------------------------------------------------------------- \| ----------------------------------------------------------------- \| ----------------------------------------------------------------- \| ----------------------------------------------------------------- \| ----------------------------------------------------------------- \| \| \| \| \| \| \| \| 1990 \| 1990 \| \| Biedenkopf (14/14) \| Biedenkopf (14/14) \| \| 1994 \| 1994 \| \| Biedenkopf (26/26) \| Biedenkopf (26/26) \| \| 1999 \| 1999 \| \| Biedenkopf (25/25) \| Biedenkopf (25/25) \| \| 2004 \| 2004 \| \| Milbradt (31/53) \| Milbradt (31/53) \| \| 2009 \| 2009 \| \| Tillich (30/30) \| Tillich (30/30) \| \| 2014 \| 2014 \| \| Tillich (30/74) \| Tillich (30/74) \| \| 2019 \| 2019 \| \| Kretschmer (31/111) \| Kretschmer (31/111) \| \| 2024 \| 2024 \| \| Kretschmer (31/109) \| Kretschmer (31/109) \| \| grau: Wahl bis zur Landtagskonstituierung schwarz: Tage bis zur Wahl des CDU-Ministerpräsidenten Klammer: (Tage bis zur Konstituierung/Tage bis zur Wahl des Ministerpräsidenten) \| \| \| \| \| | |  |                     |                     |
| linkes Diagramm: Der Ministerpräsident muss spätestens mit Ablauf des vierten Monats nach der Konstituierung des Landtags gewählt werden. Die Konstituierung des Landtags muss spätestens einen Monat nach der Landtagswahl stattfinden. Die Tage bis zur Konstituierung sind hellgrau markiert; weitere Tage bis zur Wahl eines Ministerpräsidenten der CDU schwarz. 1990, 1994, 1999 und 2009 fand die Wahl des Ministerpräsidenten am Tag der Konstituierung statt. | rechtes Diagramm: bisherige Ministerpräsidenten und ihre jeweiligen Stellvertreter in den Parteifarben |  |                     |                     |
| Tage bis zur Wahl des Ministerpräsidenten nur nach Landtagswahlen | |  |                     |                     |
| | |  |                     |                     |
| 1990 | 1990                                                                                                   |  | Biedenkopf (14/14)  | Biedenkopf (14/14)  |
| 1994 | 1994                                                                                                   |  | Biedenkopf (26/26)  | Biedenkopf (26/26)  |
| 1999 | 1999                                                                                                   |  | Biedenkopf (25/25)  | Biedenkopf (25/25)  |
| 2004 | 2004                                                                                                   |  | Milbradt (31/53)    | Milbradt (31/53)    |
| 2009 | 2009                                                                                                   |  | Tillich (30/30)     | Tillich (30/30)     |
| 2014 | 2014                                                                                                   |  | Tillich (30/74)     | Tillich (30/74)     |
| 2019 | 2019                                                                                                   |  | Kretschmer (31/111) | Kretschmer (31/111) |
| 2024 | 2024                                                                                                   |  | Kretschmer (31/109) | Kretschmer (31/109) |
| grau: Wahl bis zur Landtagskonstituierung schwarz: Tage bis zur Wahl des CDU-Ministerpräsidenten Klammer: (Tage bis zur Konstituierung/Tage bis zur Wahl des Ministerpräsidenten) | |  |                     |                     |

## Amtierende Staatsregierung
- Ministerpräsident: Michael Kretschmer (CDU)
- Sächsische Staatskanzlei, Staatssekretär für Bundes- und Europaangelegenheiten als Mitglied der Staatsregierung und Chef der Staatskanzlei: Andreas Handschuh (CDU)
- Sächsisches Staatsministerium für Soziales, Gesundheit und Gesellschaftlichen Zusammenhalt, Staatsministerin und Stellvertreterin des Ministerpräsidenten: Petra Köpping (SPD)
- Sächsisches Staatsministerium der Finanzen, Staatsminister: Christian Piwarz (CDU)
- Sächsisches Staatsministerium des Innern, Staatsminister: Armin Schuster (CDU)
- Sächsisches Staatsministerium für Wirtschaft, Arbeit, Energie und Klimaschutz, Staatsminister: Dirk Panter (SPD)
- Sächsisches Staatsministerium der Justiz, Staatsministerin: Constanze Geiert (CDU)
- Sächsisches Staatsministerium für Umwelt und Landwirtschaft, Staatsminister: Georg-Ludwig von Breitenbuch (CDU)
- Sächsisches Staatsministerium für Kultus, Staatsminister: Conrad Clemens (CDU)
- Sächsisches Staatsministerium für Wissenschaft, Kultur und Tourismus
  - Wissenschaft im Sächsischen Staatsministerium für Wissenschaft, Kultur und Tourismus, Staatsminister: Sebastian Gemkow (CDU)
  - Kultur und Tourismus im Sächsischen Staatsministerium für Wissenschaft, Kultur und Tourismus, Staatsministerin: Barbara Klepsch (CDU)
- Sächsisches Staatsministerium für Infrastruktur und Landesentwicklung, Staatsministerin: Regina Kraushaar (CDU)

## Ehemalige Regierungen

### Weimarer Republik 1918–1933
| Ministerpräsident       | beteiligte Parteien                  | Zeitraum  | Kabinett                       |
| ----------------------- | ------------------------------------ | --------- | ------------------------------ |
| Richard Lipinski (USPD) | USPD, SPD                            | 1918–1919 | Gesamtministerium Lipinski     |
| Georg Gradnauer (SPD)   | SPD                                  | 1919      | Gesamtministerium Gradnauer I  |
| Georg Gradnauer (SPD)   | SPD, DDP                             | 1919–1920 | Gesamtministerium Gradnauer II |
| Wilhelm Buck (SPD)      | SPD, DDP                             | 1920      | Gesamtministerium Buck I       |
| Wilhelm Buck (SPD)      | SPD, USPD, DDP                       | 1920–1922 | Gesamtministerium Buck II      |
| Wilhelm Buck (SPD)      | SPD                                  | 1922–1923 | Gesamtministerium Buck III     |
| Erich Zeigner (SPD)     | SPD, KPD                             | 1923      | Gesamtministerium Zeigner      |
| Alfred Fellisch (SPD)   | SPD                                  | 1923–1924 | Gesamtministerium Fellisch     |
| Max Heldt (SPD/ASPS)    | SPD/ASPS, DDP, DVP                   | 1924–1927 | Gesamtministerium Heldt I      |
| Max Heldt (SPD/ASPS)    | ASPS, DDP, DVP, WP                   | 1927      | Gesamtministerium Heldt II     |
| Max Heldt (SPD/ASPS)    | ASPS, DDP, DVP, DNVP, WP, Volksrecht | 1927–1929 | Gesamtministerium Heldt III    |
| Wilhelm Bünger (DVP)    | DVP, DNVP, WP, ASPS                  | 1929–1930 | Gesamtministerium Bünger       |
| Walther Schieck (DVP)   | DVP, DDP                             | 1930–1933 | Gesamtministerium Schieck      |

### Zeit des Nationalsozialismus 1933–1945
| Ministerpräsident             | beteiligte Parteien | Zeitraum  | Kabinett            |
| ----------------------------- | ------------------- | --------- | ------------------- |
| Manfred von Killinger (NSDAP) | NSDAP               | 1933–1935 | Kabinett Killinger  |
| Martin Mutschmann (NSDAP)     | NSDAP               | 1935–1945 | Kabinett Mutschmann |

### Sowjetische Besatzungszone und Deutsche Demokratische Republik 1945–1952
| Ministerpräsident           | beteiligte Parteien                                           | Zeitraum  | Kabinett               |
| --------------------------- | ------------------------------------------------------------- | --------- | ---------------------- |
| Rudolf Friedrichs (SPD/SED) | SPD, KPD, CDU, LDP, parteilos; ab 17. Sep. 1945 SED, CDU, LDP | 1945–1946 | Kabinett Friedrichs I  |
| Rudolf Friedrichs (SPD/SED) | SED, CDU, LDP                                                 | 1946–1947 | Kabinett Friedrichs II |
| Max Seydewitz (SED)         | SED, CDU, LDP, DBD                                            | 1947–1950 | Kabinett Seydewitz I   |
| Max Seydewitz (SED)         | SED, CDU, LDP, DBD, NDPD, FDGB                                | 1950–1952 | Kabinett Seydewitz II  |

### Bundesrepublik Deutschland seit 1990
| Ministerpräsident        | beteiligte Parteien | Zeitraum  | Kabinett                |
| ------------------------ | ------------------- | --------- | ----------------------- |
| Kurt Biedenkopf (CDU)    | CDU                 | 1990–1994 | Kabinett Biedenkopf I   |
| Kurt Biedenkopf (CDU)    | CDU                 | 1994–1999 | Kabinett Biedenkopf II  |
| Kurt Biedenkopf (CDU)    | CDU                 | 1999–2002 | Kabinett Biedenkopf III |
| Georg Milbradt (CDU)     | CDU                 | 2002–2004 | Kabinett Milbradt I     |
| Georg Milbradt (CDU)     | CDU, SPD            | 2004–2008 | Kabinett Milbradt II    |
| Stanislaw Tillich (CDU)  | CDU, SPD            | 2008–2009 | Kabinett Tillich I      |
| Stanislaw Tillich (CDU)  | CDU, FDP            | 2009–2014 | Kabinett Tillich II     |
| Stanislaw Tillich (CDU)  | CDU, SPD            | 2014–2017 | Kabinett Tillich III    |
| Michael Kretschmer (CDU) | CDU, SPD            | 2017–2019 | Kabinett Kretschmer I   |
| Michael Kretschmer (CDU) | CDU, Grüne, SPD     | 2019–2024 | Kabinett Kretschmer II  |
| Michael Kretschmer (CDU) | CDU, SPD            | seit 2024 | Kabinett Kretschmer III |

## Listen der Minister
Die folgenden Listen führen die für einzelne Fachbereiche zuständigen Minister von 1831 bis 1952 sowie seit 1990 auf:
- Liste der Minister für Arbeit
- Liste der Minister für Finanzen
- Liste der Minister für Gesundheit
- Liste der Minister für Gleichstellung
- Liste der Minister für Inneres
- Liste der Minister für Justiz
- Liste der Minister für Kultus
- Liste der Minister für Landesentwicklung
- Liste der Minister für Landwirtschaft
- Liste der Minister für Soziales
- Liste der Minister für Umwelt
- Liste der Minister für Verkehr
- Liste der Minister für Wirtschaft
- Liste der Minister für Wissenschaft